# 日本・タイ経済連携協定
日本・タイ経済連携協定（にほん・タイけいざいれんけいきょうてい、英語: Agreement between Japan and the Kingdom of Thailand for an Economic Partnership）とは、2007年に日本とタイの間で締結された経済連携協定である。日本法においては国会承認を経た「条約」であり、日本政府による日本語の正式な題名・法令番号は「経済上の連携に関する日本国とタイ王国との間の協定（平成19年条約第14号）」である。

## 署名・発効までの経緯
2002年1月14日の小泉首相のASEAN諸国訪問における政策演説において、「日・ASEAN包括的経済連携構想」を提案。
2002年4月12日の中国の海南島におけるボアオ・アジア・フォーラムに際し、小泉首相とタクシン・シナワット首相との会談が行われ、日・ASEAN包括的経済連携構想の一環として、日・タイの経済連携についても検討していくことで一致。日・シンガポール経済連携協定を基礎として検討を進めること等を確認し、作業部会の設置について合意された。
2002年5月10日に、日・タイ経済連携第1回予備協議がバンコクにおいて開催された。
2002年7月11日に、日・タイ経済連携第2回予備協議が東京において開催された。
2002年7月12日に、日・タイ経済パートナーシップ協議が東京において開催され、このなかで日・タイ経済連携第一回作業部会を早期にタイにて開催することに合意。
2002年9月19日及び20日に、日・タイ経済連携第1回作業部会がバンコクにおいて開催された。
2002年11月20日及び21日の日程で、日・タイ経済連携第2回作業部会が東京において開催された。
2003年1月25日及び26日に、日・タイ経済連携第3回作業部会がバンコクにおいて開催された。
2003年3月17日から19日の日程で、日・タイ経済連携第4回作業部会が東京において開催された。
2003年5月19日から21日の日程で、日・タイ経済連携第5回作業部会がバンコクにおいて開催された。
2003年3月17日から19日の日程で、日・タイ経済連携第4回作業部会が東京において開催された。
2003年6月6日、小泉首相とタクシン・チナワット首相との会談が東京において行われ、「日タイ経済連携協定タスクフォース」（以下タスクフォースとする）の設立を決定した。
2003年7月22日から24日の日程で、JTEPAタスクフォース第1回会合が東京において開催された。
2003年8月24日から27日の日程で、JTEPAタスクフォース第2回会合がバンコクにおいて開催された。
2003年11月4日から6日の日程で、JTEPAタスクフォース第3回会合が福岡において開催され日タイ経済連携協定タスクフォース報告が作成された。
2003年12月11日、小泉首相及びタイのタクシン・チナワット首相とが、東京で会談し、「日タイ経済連携協定作成のための交渉開始に関する日本とタイの首脳による共同発表」が発出され、二国間の経済連携協定の交渉にはいることを合意した。
2004年2月16日及び17日の日程でバンコクにおいて、日本・タイ経済連携協定（EPA）交渉の第1回会合が開催され、日本とタイとのEPA交渉が開始された。
2004年4月7日から9日までの日程で東京において、日本・タイ経済連携協定（EPA）交渉の第2回会合が開催された。
2004年6月16日から18日までタイのチャアムにおいて、日本・タイ経済連携協定（EPA）交渉の第3回会合が開催された。
2004年9月13日から15日までの日程で東京において、日本・タイ経済連携協定（EPA）交渉の第4回会合が開催された。
2004年12月7日から9日までの日程でバンコクにおいて、日本・タイ経済連携協定（EPA）交渉の第5回会合が開催された。このときの発表では「次回会合は、2月に東京にて開催する方向で調整することとなった。」とされたが実際には第6回会合は、開催されることなく大筋合意となった。
2005年9月1日、小泉首相とタクシン・チナワット首相との東京での会談の際、日タイ経済連携協定の主要点について大筋合意に達したことを確認したことを共同で発表した。
2007年4月3日、安倍首相とタイのスラユット・チュラノン首相とが東京における日タイ首脳会談の際の席上、経済連携協定に署名した。。日本のEPAとしてはチリに続いて5カ国目。
日本における国内手続として、2007年4月20日に、協定の締結承認案件が閣議決定され、同日衆議院へ提出された。国内法の改正については、外務省は条約の説明書において、「必要としない」としている。
協定の締結承認案件は外務委員会に付託され、2007年5月16日に委員会で、5月17日に衆議院本会議で可決され、参議院に送られた。賛成会派は、「自由民主党、民主党、公明党、社会民主党・市民連合、国民新党」、反対会派は「日本共産党」であった。
参議院において、協定の締結承認案件は、外交防衛委員会に付託され、協定は、2007年6月12日に委員会で、6月13日に参議院本会議で可決され、国会の承認がされた。賛成会派は、「自由民主党、民主党・新緑風会、公明党、社会民主党・市民連合、国民新党」、反対会派は「日本共産党」であった。
2007年10月2日、両国の国内手続の終了を受け、東京において、経済上の連携に関する我が国とインドネシア共和国との間の協定（日本・インドネシア経済連携協定）の効力の発生に関する外交上の公文の交換がされた。
発効は 2007年11月1日。

## 改正
協定の附属書２（品目別規則）の改正が、2020年7月5日、両国の間で合意され、2022年1月1日により発効する。この改正は協定第171条2の規定により、両国政府の合意のみで行われる。内容の主な内容は、HSコードのバージョンがHS2002からHS2017に変更すること、及び品目別規則の記載を「CC」、「CTH」等の符号を用いた簡易な表記に変更することである。

## 概要
日本は、農林水産品については、関税即時撤廃(熱帯果実（マンゴー、マンゴスチン、ドリアン等）、えび・えび調製品、関税削減(鶏肉・鶏肉調製品)。
日本は、鉄鋼(すべての関税を10年以内に撤廃。このうち全輸出額の約半分が即時撤廃（無税枠を含む）、自動車（3000cc超は現行税率80％を４年目までに60％まで段階的引き下げ、3000cc以下については再協議)、自動車部品（原則5～7年後に関税撤廃）などを獲得している。